# European Fusion Development Agreement
Das European Fusion Development Agreement (EFDA) war von 1999 bis 2013 ein Vertrag zwischen EURATOM und der Europäischen Kommission sowie einzelnen nationalen Forschungsstellen, der die europäischen Forschungsaktivitäten im Bereich der Kernfusionsforschung organisiert hat. Das Abkommen wurde im Zusammenhang mit dem achten  Forschungsrahmenprogramm 'Horizon 2020' re-organisiert und am 9. Oktober 2014 unter dem Namen European Consortium for the Development of Fusion Energy ins Leben gerufen. Das Konsortium hat seinen Hauptsitz in Garching bei München und eine weitere Zweigstelle auf dem Gelände des Culham Centre for Fusion Energy (CCFE), auf dem sich das europäische Fusionsexperiment JET (Joint European Torus) befindet.
Der Vertrag trat 1999 in Kraft und endete 2013 mit dem Ende des siebten europäischen Rahmenprogrammes.
Die einzelnen nationalen Forschungsorganisationen, so genannte Assoziationen, schlossen mit dem EFDA Verträge über deren Forschungen im Bereich Kernfusion ab. Ziel des EFDA war es die wissenschaftliche und technische Basis in Europa für den Bau und Betrieb sowohl von ITER als auch eines zukünftigen Prototyp-Reaktors zu erarbeiten. Um dieses Ziel zu erreichen, koordinierte das EFDA die Forschungsaktivitäten der mit ihr verbundenen Einrichtungen und ermöglichte allen Assoziationen, am europäischen Fusionsexperiment JET in Großbritannien teilzunehmen.

## Organisation
Bis 2007 hatte das EFDA drei Niederlassungen, sogenannte Close Support Units (CSUs): Eine in Garching, eine in Culham und eine in Barcelona. Letztere war mit den Vorbereitungen des ITER-Projekts am zukünftigen Standort in Cadarache betraut. Große Teile der Belegschaft der CSU Barcelona führten ihre Arbeit im Zuge der Gründung der für die ITER Organisation ins Leben gerufenen Domestic Agency Fusion for Energy im Jahr 2007 fort.
Das EFDA-Management bestand aus dem 'EFDA Leader', dem 'EFDA Associate Leader for Technology' und dem 'EFDA Associate Leader for JET'. Die CSU Garching war in den Bereichen Physik und Ingenieurwesen für den europäischen Beitrag zu ITER, die Entwicklung kommerzieller Fusionskraftwerke sowie Systemstudien zu Sicherheitsaspekten und Energieszenarien zuständig. Die CSU Culham war für das wissenschaftliche Programm des JET verantwortlich. Diese Aufgabenverteilung wird in EUROfusion im Wesentlichen fortgeführt.

## Liste der Assoziationen bis einschließlich 2013
Liste der über 40 nationalen Assoziationen, die mit einem Vertrag an EFDA gebunden waren, darunter die Schweiz als assoziiertes Mitglied.
- Belgien
  - Royal Military School (ERM/KMS)
  - Free University of Brussels (ULB)
  - The Belgien Nuclear Research Centre (SCK/CEN)
- Bulgarien
  - St. Kliment-Ohridski-Universität Sofia
  - Bulgarische Akademie der Wissenschaften
  - Institut für Nuklearforschung und Nuklearenergie (IRNE)
- Dänemark
  - RISO
- Deutschland
  - Max-Planck-Institut für Plasmaphysik, Garching bei München und Greifswald
  - Forschungszentrum Jülich, Institut für Plasmaphysik
  - ehemaliges Forschungszentrum Karlsruhe
- Finnland
  - National Technology Agency (TEKES)
- Frankreich
  - CEA Cadarache
- Tschechische Republik
  - Institute of Plasma Physics
- Griechenland
  - NCSR Demokritos: INTRP Plasma Physics Laboratory
  - Foundation for Research & Technology - Hellas, Athen
  - Nationale Technische Universität Athen
  - Universität Ioannina
- Irland
  - Dublin City University, Plasma Research Laboratory
  - University College Cork
- Italien
  - ENEA
  - FTU Frascati Tokamak Upgrade
  - CNR-Milan, Institute for Plasma Physics
  - Consorzio RFX Padua
- Lettland
  - Universität Lettlands, Institute of Solid State Physics
  - Universität Lettlands, Institute of Physics
- Niederlande
  - FOM Institute for Plasma Physics Rijnhiuzen
  - NRG Petten
- Polen
  - Institute for Plasma Physics and Laser Microfusion (IPPLM) Warschau
- Portugal
  - Instituto Superior Tecnico, Centro de Fusao Nuclear: Ingenieurswissenschaftliches Institut IST, Technische Universität Lissabon
- Österreich
  - Österreichische Akademie der Wissenschaften
- Rumänien
  - MEC
  - Institute of Atomic Physics
- Schweden
  - der Schwedische Forschungsrat
  - Königliche Technische Hochschule Stockholm
- Schweiz
  - EPFL, Centre for Plasma Physics Research
- Slowakei
  - Comenius-Universität Bratislava
  - Slowakische Technische Universität Bratislava
  - Slowakische Akademie der Wissenschaften
- Slowenien
  - Jozef Stefan Institut, Ljubljana
- Spanien
  - CIEMAT
- Ungarn
  - KFKI-RMKI, Department of Plasma Physics, Ungarische Akademie der Wissenschaften
  - Technische und Wirtschaftswissenschaftliche Universität Budapest
- Vereinigtes Königreich
  - UKAEA Culham Science Centre